# Мата-де-Агуа
Мата-де-Агуа (исп. Mata de Agua) — посёлок в юго-восточной части Мексики, на территории штата Веракрус. Входит в состав муниципалитета Камарон-де-Техеда.

## Географическое положение
Мата-де-Агуа расположена в центральной части штата, на расстоянии приблизительно 65 километров к юго-востоку от города Халапа-Энрикеса, административного центра штата. Абсолютная высота — 181 метр над уровнем моря.

## Население
Согласно данным, полученным в ходе проведения официальной переписи 2005 года, в посёлке проживало 440 человек (220 мужчин и 220 женщин). Насчитывалось 129 домов. По возрастному диапазону население распределилось следующим образом: 31,1 % — жители младше 18 лет, 51,4 % — между 18 и 59 годами и 17,5 % — в возрасте 60 лет и старше. Уровень грамотности среди жителей старше 15 лет составлял 90 %.
По данным переписи 2010 года, численность населения Мата-де-Агуа составляла 429 человек. Динамика численности населения посёлка по годам:
| 2000 | 2005 | 2010 |
| ---- | ---- | ---- |
| 471  | 440  | 429  |